# 明覺站 (日本)
明覺站（日语：／ Myōgaku eki */?）是一個位於日本埼玉縣比企郡都幾川町大字番匠，屬於東日本旅客鐵道（JR東日本）八高線的鐵路車站。
關東車站百選認定站。

## 車站構造
對向式月台2面2線的地面車站。各月台以跨線橋聯絡。

### 月台配置
| 月台   | 路線    | 方向 | 目的地             | 備註                     |
| ------ | ------- | ---- | ------------------ | ------------------------ |
| 站舍側 | ■八高線 | 下行 | 寄居、高崎方向     |                          |
| 對側   | ■八高線 | 上行 | 高麗川、八王子方向 | 八王子方向需在高麗川轉乘 |

※導覽上沒有設定月台編號。
（來源：JR東日本:車站構內圖 （页面存档备份，存于））

## 使用情況
根據JR東日本，2000年度（平成12年度）－2012年度（平成24年度）1日平均上車人次推移如下表。
| 上車人次推移       | 上車人次推移     | 上車人次推移    |
| 年度               | 1日平均 上車人次 | 來源            |
| ------------------ | ---------------- | --------------- |
| 2000年（平成12年） | 693              | [ 利用客数 1 ]  |
| 2001年（平成13年） | 653              | [ 利用客数 2 ]  |
| 2002年（平成14年） | 626              | [ 利用客数 3 ]  |
| 2003年（平成15年） | 579              | [ 利用客数 4 ]  |
| 2004年（平成16年） | 549              | [ 利用客数 5 ]  |
| 2005年（平成17年） | 506              | [ 利用客数 6 ]  |
| 2006年（平成18年） | 494              | [ 利用客数 7 ]  |
| 2007年（平成19年） | 478              | [ 利用客数 8 ]  |
| 2008年（平成20年） | 488              | [ 利用客数 9 ]  |
| 2009年（平成21年） | 465              | [ 利用客数 10 ] |
| 2010年（平成22年） | 454              | [ 利用客数 11 ] |
| 2011年（平成23年） | 355              | [ 利用客数 12 ] |
| 2012年（平成24年） | 326              | [ 利用客数 13 ] |

## 相鄰車站
東日本旅客鐵道（JR東日本）
■八高線
越生－明覺－小川町

### 使用情況
1. ↑  . 東日本旅客鉄道.   [2019-05-05]. （原始内容存档于2019-04-02） （日语）.
2. ↑  . 東日本旅客鉄道.   [2019-05-05]. （原始内容存档于2019-02-22） （日语）.
3. ↑  . 東日本旅客鉄道.   [2019-05-05]. （原始内容存档于2019-04-02） （日语）.
4. ↑  . 東日本旅客鉄道.   [2019-05-05]. （原始内容存档于2019-03-27） （日语）.
5. ↑  . 東日本旅客鉄道.   [2019-05-05]. （原始内容存档于2019-02-23） （日语）.
6. ↑  . 東日本旅客鉄道.   [2019-05-05]. （原始内容存档于2019-04-02） （日语）.
7. ↑  . 東日本旅客鉄道.   [2019-05-05]. （原始内容存档于2019-04-02） （日语）.
8. ↑  . 東日本旅客鉄道.   [2019-05-05]. （原始内容存档于2019-04-02） （日语）.
9. ↑  . 東日本旅客鉄道.   [2019-05-05]. （原始内容存档于2019-02-22） （日语）.
10. ↑  . 東日本旅客鉄道.   [2019-05-05]. （原始内容存档于2019-04-02） （日语）.
11. ↑  . 東日本旅客鉄道.   [2019-05-05]. （原始内容存档于2019-04-02） （日语）.
12. ↑  . 東日本旅客鉄道.   [2019-05-05]. （原始内容存档于2019-04-02） （日语）.
13. ↑  . 東日本旅客鉄道.   [2019-05-05]. （原始内容存档于2019-03-27） （日语）.

## 外部連結
- 車站資訊（明覺）：東日本旅客鐵道